# Liste der Baudenkmäler in Pasing
Auf dieser Seite sind die Baudenkmäler im Münchner Stadtteil Pasing im Stadtbezirk 21 Pasing-Obermenzing aufgelistet. Zu diesen Baudenkmälern gibt es auch eine Bildersammlung und ein Fotoalbum mit ausgewählten Bildern.
Diese Liste ist Teil der Liste der Baudenkmäler in München. Grundlage ist die Bayerische Denkmalliste, die auf Basis des bayerischen Denkmalschutzgesetzes vom 1. Oktober 1973 erstmals erstellt wurde und seither durch das Bayerische Landesamt für Denkmalpflege geführt und aktualisiert wird. Die folgenden Angaben ersetzen nicht die rechtsverbindliche Auskunft der Denkmalschutzbehörde.

## Ensembles
- Gymnasiumskolonie Pasing. Die Gymnasiumskolonie Pasing bildet mit den in kurzer Zeit entstandenen Bauten und deren stilistische Vereinheitlichung ein Ensemble. Mit ihrem auf stilistischer Ebene umgesetzten städtebaulichen Bezug zu den beiden Pasinger Schulbauten (Lehrerbildungsanstalt und Progymnasium) im Reformstil und dem ökonomisch und gestalterisch experimentellen Reihen- und Doppelhaus im Stil der Reformarchitektur nimmt die Gymnasiumskolonie nicht nur eine besondere Stellung im Werk Bernhard Borsts ein, sondern darf darüber hinaus als wichtiger Beitrag zum Münchner Siedlungsbau der Vor- und Zwischenkriegszeit gelten. Die Erhebung der Gemeinde Pasing zur Stadt im Jahr 1905 zog in einer Reihe von strukturellen Maßnahmen auch den Bau der beiden Großschulen nach sich (Am Stadtpark 20, Am Stadtpark 21). Die beiden Bildungsbauten wurden ab 1909/10 im Reformstil nach Planungen von Josef Lang und Hermann Buchert zwischen dem Ortskern und dem Gebiet der von Louis Ende 1894 begonnenen sogenannten Waldkolonie am Avenariusplatz errichtet. Um für das Lehrpersonal geeigneten Wohnraum zu schaffen, initiierte August Exter, der sein Baubüro 1897 bereits aufgelöst hatte, in Gehweite der Schulbauten südlich der Bodenseestraße und westlich des historischen Pasings 1909 die Errichtung der Gymnasiumskolonie. Planung und Durchführung der Siedlung, deren Entfernung zum Ortskern genauso groß war wie zu den beiden Schulbauten, lagen in den Händen der Architekten Bernhard Borst, August Brüchle, Joseph Lang und Johann Müller. Vor allem Bernhard Borst, der seit 1911 als selbstständiger Architekt auftrat, scheint dabei federführend gewesen zu sein, wie die überwiegende Zahl der Bauten aus seinem Baubüro zeigt. Ähnlich dem Rastergrundriss der größeren 1892 und 1899 begonnenen Villenkolonien I und II, besteht auch die kleine Gymnasiumskolonie aus zwei zueinander parallel verlaufenden Straßen, Paul-Hösch-Straße und der Otilostraße, die in H-Form durch den Querzug der Neufeldstraße miteinander verbunden sind. Das Konzept des kompakten Siedlungsneubaus auf überschaubaren Gartengrundstücken zeichnet sich vornehmlich durch einen reformerischen Ansatz aus, in dem Doppelhäuser und Reihenhauszeilen dominieren. Es setzt sich damit von der gründerzeitlichen Architektur der Villenkolonien I und II aus dem Büro Exter ab und nimmt deutlichen Bezug auf die beiden zugeordneten Schulbauten aus der Feder von Josef Lang und Hermann Buchert. Gleichzeitig knüpft es an die von Borst 1908 errichteten Reihenhäuser in der Marschnerstraße (Villenkolonie I) an, die sich durch Ökonomie der Grundrisse und individualisierte Fassadengestaltung auszeichnen, und führt damit den 1892 durch Heilmann & Littmann in Nymphenburg-Gern begonnenen Reihenhausbau in München in den Siedlungsbau der Vorkriegszeit weiter. (E-1-62-000-86)
- Ensemble ehemaliger Ortskern Pasing. Das im 8. Jahrhundert erwähnte und im 14. Jahrhundert zur Hofmark erhobene Dorf Pasing besitzt zwischen Planegger Straße und Würm und zwischen Marienplatz und Gräfstraße eine sehr komplexe städtebauliche Struktur, die von der bäuerlichen und herrschaftlichen Vergangenheit ebenso geprägt ist wie durch die im späten 19. Jahrhundert einsetzende Verstädterung. Anders als in den rein dörflichen Ortskernen ist hier die geschichtlich gewachsene, architektonische und städtebauliche Vielfalt in ihrer wechselnden Ausprägung kennzeichnend. (E-1-62-000-49)
- Villenkolonie Neu-Pasing I. Die 1892 von Architekt August Exter gegründete und planmäßig angelegte Villenkolonie Neu-Pasing I ist als erstes Beispiel des organisierten Einfamilienhausbaus außerhalb des damaligen städtischen Burgfriedens ein Ensemble. Seine Begrenzung ergibt sich aus der ursprünglichen Anlage des Quartiers, wie es zwischen die Bahnanlagen im Süden und den Verlauf des Nymphenburger Kanals im Westen und Norden eingebunden wurde. Im Osten ist die Grenze durch die flächenmäßige Ausdehnung bis etwa zur zeitlichen Zäsur durch den Ersten Weltkrieg gegeben. Dem ländlichen Wohnquartier auf Vorortgebiet in Großstadtnähe, das sich durch eine Vielzahl originell gestalteter Einfamilienhäuser im Villen- und Landhausstil auszeichnet, kommt siedlungspolitische und wohnungsbaugeschichtliche Bedeutung zu. Ausschlaggebender Faktor für das Entstehen eines großflächigen neuen Wohngebietes in Pasing ist die Einrichtung des Eisenbahnverkehrs über den damaligen Marktort in zwei Haupt- und zwei Nebenlinien. Zum Gründungszeitpunkt der Villenkolonie führten bereits drei Bahnstrecken über Pasing: seit 1840 die Linie von München in Richtung Augsburg, seit 1854 die Eisenbahn in Richtung Starnberg und seit 1873 die in Richtung Buchloe. Ab 1903 sollte auch die Strecke nach Herrsching ausgebaut sein. Zwei Jahre nach Gründung der Villenkolonie, 1894, wurde auf der Strecke München–Pasing ein Lokalbetrieb im 15-Minuten-Abstand eingerichtet. Die schnelle, sichere und bequeme Verkehrsverbindung zwischen der Großstadt München und ihrem Vorort Pasing favorisierte die Entwicklung einer spezifischen Bauspekulation, die auf eine breite mittelständische Gruppe rechnen konnte, wo die Abhängigkeit vom Arbeitsplatz in der Stadt mit dem Bedürfnis nach einem Leben auf dem Lande als konkurrierende Interessen angesprochen werden konnten. Die von August Exter 1892 begründete Villenkolonie Pasing sollte eine Kombination herstellen zwischen Wohnen im Einfamilienhaus auf relativ großem Gartengrundstück in frischer, reiner Luft und der außergewöhnlich günstigen Verbindung mit München (siehe auch Baudenkmäler in Obermenzing) (E-1-62-000-51).
- Villenkolonie Neu-Pasing II. Die Villenkolonie Neu-Pasing II trägt die Handschrift des Architekten Otto Numberger. Sie ist ein charakteristisches Beispiel für den mittelständischen Einfamilienhausbau der Jahrhundertwende, wie er sich, bedingt durch das damals neue Verkehrsmittel Eisenbahn, in einem Vorortbereich von München entwickeln konnte. Im Jahr 1899 ging das noch unerschlossene Grundstück in den Besitz der Terraingesellschaft Neu-Westend AG über,[Anm. 2] nachdem Exter seine Tätigkeit als Architekt beendet hatte.[Anm. 3] Mehrheitsaktionär war das von Georg Speyer geführte Frankfurter Bankhaus Lazard Speyer-Ellissen. Die Erschließung des Areals erfolgte durch die Terraingesellschaft. Bis 1900 wurden 90 Häuser erbaut, dann jedoch stagnierte der Baufortschritt. 1929 befanden sich 106 Häuser im Bau für die mehrere hundert erste Anfragen vorlagen. Das Ensemble mit zahlreichen denkmalgeschützten Gebäuden umfasst den Bereich, der als Teil einer weit umfangreicheren Planung tatsächlich realisiert wurde, die Bebauung zwischen den Eisenbahnanlagen im Süden und der Rubensstraße im Norden, und zwischen der Marschnerstraße und der Alten Allee (siehe auch Baudenkmäler in Obermenzing) (E-1-62-000-50).

## Einzeldenkmäler

### A
| Lage                                 | Objekt                                                                    | Beschreibung | Akten-Nr.       | Bild                                                                      |
| ------------------------------------ | ------------------------------------------------------------------------- | --- | --------------- | ------------------------------------------------------------------------- |
| Agnes-Bernauer-Straße 181 (Standort) | Katholische Pfarr- und Klosterkirche der Salvatorianer St. Willibald      | Mit schlankem Campanile von der Straße zurückgesetzter, kubischer Kirchenbau über breitem Langhaus und kurzem Querschiff, Dachform und zentralisierender Raumkörper prismenartig ausgebildet; mit Unterkirche; 1958 von Hansjakob Lill errichtet; Vierungsecken durch hohe Farbglasfenster von Adalbert Burkart betont (erste abstrakte Glasmalerei an Kirchenfenstern in München); mit Ausstattung; Klostergebäude und Pfarrzentrum als hakenförmiger Flügel südlich angebaut. | D-1-62-000-7913 | weitere Bilder                                                            |
| Alte Allee 2 (Standort)              | Vorstadthaus                                                              | Neurenaissance, mit Putzgliederung, bezeichnet 1897, von August Exter. | D-1-62-000-203  | weitere Bilder                                                            |
| Alte Allee 4 (Standort)              | Vorstadthaus                                                              | Fachwerkgiebel, Bemalung, 1898 von Gustav Rühl. | D-1-62-000-204  | weitere Bilder                                                            |
| Alte Allee 7 (Standort)              | Größere malerische Villa mit Turm                                         | Balkon, Fachwerk, 1897/98 und 1902/03 von Georg Heckmann. | D-1-62-000-205  | weitere Bilder                                                            |
| Alte Allee 13 (Standort)             | Malerisches Eckhaus                                                       | 1900/01 von Johann Schalk | D-1-62-000-206  | weitere Bilder                                                            |
| Am Klostergarten 9 (Standort)        | Alte katholische Pfarrkirche Mariä Geburt                                 | im Kern spätgotisch, im 19. Jahrhundert erweitert; mit Ausstattung | D-1-62-000-295  | weitere Bilder                                                            |
| Am Klostergarten 9 (Standort)        | Alter Friedhof                                                            | Mauer und einige Grabkreuze. Im ehemaligen Zentrum von Pasing. | D-1-62-000-296  | weitere Bilder                                                            |
| Am Klostergarten 15 (Standort)       | Ehemaliges Schulhaus                                                      | dann Kleinkinderbewahranstalt, klassizierend, im Kern 1859, 1948/49 durch Bernhard Borst umgestaltet | D-1-62-000-297  | weitere Bilder                                                            |
| Am Stadtpark 20 (Standort)           | Ehemalige Pädagogische Hochschule, jetzt Hochschule München Campus Pasing | 1909/10 als Lehrerbildungsanstalt nach Entwurf von Hermann Buchert, mit Kirche und späteren Anbauten. | D-1-62-000-319  | Ehemalige Pädagogische Hochschule, jetzt Hochschule München Campus Pasing |
| Am Stadtpark 21 (Standort)           | Karlsgymnasium                                                            | 1909/10, nach Entwurf von Josef Lang, 1925 erweitert. | D-1-62-000-320  | weitere Bilder                                                            |
| Am Stadtpark 34 (Standort)           | Vorstadtvilla                                                             | malerisch, mit Fachwerk, um 1902/04 von Georg Niggl | D-1-62-000-321  | weitere Bilder                                                            |
| Am Stadtpark 49/51 (Standort)        | Doppelhaus                                                                | 1901 (Nr. 51) und 1905 (Nr. 49) von Josef Falter | D-1-62-000-322  | weitere Bilder                                                            |
| Am Stadtpark 53 (Standort)           | Villa                                                                     | malerisch gruppierter Bau, historisierender Jugendstil, 1909 von Josef Schormüller | D-1-62-000-323  | weitere Bilder                                                            |
| August-Exter-Straße 8 (Standort)     | Villa                                                                     | barockisierend, 1912 von Georg Völkl | D-1-62-000-485  | weitere Bilder                                                            |
| August-Exter-Straße 9 (Standort)     | Villa                                                                     | 1910 von Johann Bayer | D-1-62-000-486  | weitere Bilder                                                            |
| August-Exter-Straße 10 (Standort)    | Villa                                                                     | barockisierend, 1912 von Georg Völkl | D-1-62-000-487  | weitere Bilder                                                            |
| August-Exter-Straße 15 (Standort)    | Villa                                                                     | Landhausstil, um 1895 aus dem Büro August Exter. | D-1-62-000-488  | weitere Bilder                                                            |
| August-Exter-Straße 19 (Standort)    | Malerische Villa                                                          | mit Turm, im Kern um 1895 aus dem Büro August Exter | D-1-62-000-489  | weitere Bilder                                                            |
| August-Exter-Straße 20 (Standort)    | Villa                                                                     | Landhausstil, um 1895 aus dem Büro August Exter | D-1-62-000-490  | weitere Bilder                                                            |
| August-Exter-Straße 21 (Standort)    | Malerische Villa in Ecklage                                               | Türme, Erker, 1897 aus dem Büro August Exter | D-1-62-000-491  | weitere Bilder                                                            |
| August-Exter-Straße 22 (Standort)    | Villa                                                                     | barockisierend, mit Walmdach, um 1895 aus dem Büro August Exter | D-1-62-000-492  | weitere Bilder                                                            |
| August-Exter-Straße 23 (Standort)    | Malerische Kleinvilla                                                     | um 1895 aus dem Büro August Exter | D-1-62-000-493  | weitere Bilder                                                            |
| August-Exter-Straße 24 (Standort)    | Villa                                                                     | Fachwerkstil, 1896 aus dem Büro August Exter | D-1-62-000-494  | weitere Bilder                                                            |
| August-Exter-Straße 25 (Standort)    | Malerische Kleinvilla                                                     | um 1895 aus dem Büro August Exter | D-1-62-000-495  | weitere Bilder                                                            |
| August-Exter-Straße 27 (Standort)    | Villa                                                                     | mit Mansarddach, um 1895 aus dem Büro August Exter | D-1-62-000-496  | weitere Bilder                                                            |
| August-Exter-Straße 30 (Standort)    | Villa                                                                     | mit Schweifgiebel, um 1895 aus dem Büro August Exter | D-1-62-000-497  | weitere Bilder                                                            |
| August-Exter-Straße 32 (Standort)    | Villa                                                                     | Fachwerkstil, um 1895 aus dem Büro August Exter | D-1-62-000-498  | weitere Bilder                                                            |
| August-Exter-Straße 34 (Standort)    | Malerische Villa                                                          | Landhausstil, um 1895 aus dem Büro August Exter | D-1-62-000-499  | weitere Bilder                                                            |
| August-Exter-Straße 36 (Standort)    | Villa                                                                     | historisierend, 1910 von Bernhard Borst, 1923 verändert | D-1-62-000-500  | weitere Bilder                                                            |
| Avenariusstraße 3 (Standort)         | Villa                                                                     | historisierend, 1909–1911 von Josef Lang | D-1-62-000-508  | weitere Bilder                                                            |

### B
| Lage                                                 | Objekt                                         | Beschreibung | Akten-Nr.        | Bild                                 |
| ---------------------------------------------------- | ---------------------------------------------- | --- | ---------------- | ------------------------------------ |
| Bachbauernstraße 3 (Standort)                        | Wohnhaus, ehemaliger Bachbauernhof             | zweigeschossiger Satteldachbau, traufseitig, mit umgebautem Wirtschaftsteil, im Kern um 1840 | D-1-62-000-852   | Wohnhaus, ehemaliger Bachbauernhof   |
| Bäckerstraße (Standort)                              | Kriegerdenkmal                                 | Steinstele mit Inschriftentafel, Soldat und Wappen im Stil des Nationalsozialismus, von Hans Osel, 1934 | D-1-62-000-545   | weitere Bilder                       |
| Bäckerstraße 7 (Standort)                            | Brunnen mit Kinderfigur aus Bronze             | 1938 von Hans Osel; im Markthof | D-1-62-000-539   | Brunnen mit Kinderfigur aus Bronze   |
| Bäckerstraße 7 (Standort)                            | Ehemaliger Bierkeller des Sommerkellers Pasing | drei parallel angeordnete tonnengewölbte Räume mit stirnseitigem Erschließungsgang, Ziegelmauerwerk, um 1890 | D-1-62-000-11079 | BW                                   |
| Bäckerstraße 9 mit Landsberger Straße 486 (Standort) | Rathaus Pasing                                 | städtebaulich wirksame Anlage von 1936/37 und 1949/50 | D-1-62-000-540   | weitere Bilder                       |
| Bäckerstraße 10 (Standort)                           | Hochbunker                                     | sechsgeschossiger Massivbetonbau über quadratischem Grundriss mit Zeltdach, Eckrustizierung, Konsolentraufgesims, zweiläufige Treppe mit Balustern, Portaleinfassung und Uhr, nach Plänen von Karl Meitinger, 1941/42; mit Ausstattung                                                                    | D-1-62-000-8639  | weitere Bilder                       |
| Bäckerstraße 14 (Standort)                           | Feuerhaus und Altes Pasinger Rathaus           | viergeschossiger, barockisierender Eckbau mit Dachreiter, 1899–1901 von Otto Numberger; südlich anschließend zweigeschossiger Trakt ländlichen Typs, 1872 | D-1-62-000-541   | Feuerhaus und Altes Pasinger Rathaus |
| Bäckerstraße 19 (Standort)                           | Katholisches Pfarrhaus                         | barockisierend, 1906/07 von Martin Ott; vergleiche Schererplatz 3 | D-1-62-000-542   | weitere Bilder                       |
| Bäckerstraße 21 (Standort)                           | Katholische Pfarrkirche Maria Schutz           | dreischiffig, neuromanisch, 1905–1909 von Hans Schurr; mit Ausstattung; vergleiche Schererplatz 3 | D-1-62-000-543   | weitere Bilder                       |
| Bäckerstraße 22 (Standort)                           | Mietshaus                                      | barockisierender Eckbau, 1910; Gruppe mit Josef-Retzer-Straße 42 | D-1-62-000-544   | weitere Bilder                       |
| Bäckerstraße 27 (Standort)                           | Mietshaus                                      | Eckgebäude einer projektierten Dreiergruppe, dreigeschossiger Mansarddachbau mit straßenseitigem Erkerelement, ehemaliger mit Loggia im Obergeschoss, Balkon und geschweiftem Zwerchhaus, nordseitigem Mittelrisalit mit Zwerchhaus und einfacher geometrisierender Putzgliederung, von Rupert Karl, 1910 | D-1-62-000-11243 | BW                                   |
| Baumbachstraße 9 (Standort)                          | Ehemaliges Gasthaus zur Linde                  | barockisierender Mansarddachbau, 1912 von den Gebrüdern Ott | D-1-62-000-606   | weitere Bilder                       |
| Bierbaumstraße 15 (Standort)                         | Malerische Villa                               | mit Fachwerk und Turm, 1899–1900 von Heinrich Volbehr; mit Hausmadonna | D-1-62-000-752   | weitere Bilder                       |
| Bodenseestraße 1 (Standort)                          | Eckhaus                                        | klassizisierend, 1921 von Josef Lang | D-1-62-000-845   | weitere Bilder                       |
| Bodenseestraße 2/Gleichmannstraße 1 (Standort)       | Wohn- und Geschäftshaus                        | Wohn- und Geschäftshaus, ehemaliges Kaufhaus Kopfmiller, vier- und fünfgeschossiger Eckbau mit Mansardwalmdach, Zwerchhaus, polygonalem Eckerker, Flacherkern, Lisenen- und Wandfeldergliederung, im Reformstil, von Edmund Lotterschmid, 1911–1912. ehemals unter der Nummer D-1-62-000-846 aufgeführt   | D-1-62-000-2195  | weitere Bilder                       |
| Bodenseestraße 3 (Standort)                          | Wohn- und Geschäftshaus                        | Neurokokodekor, viergeschossig, um 1900. | D-1-62-000-847   | weitere Bilder                       |
| Bodenseestraße 7/9 (Standort)                        | Doppelmietshaus                                | neuklassizistisch, 1915 von Alban Schindlbeck | D-1-62-000-849   | Doppelmietshaus                      |
| Bodenseestraße 16 (Standort)                         | Katholische Johannes-Nepomuk-Kapelle           | 1. Hälfte 18. Jahrhundert, erneuert 1963; mit Ausstattung. | D-1-62-000-853   | weitere Bilder                       |
| Bodenseestraße 23 (Standort)                         | Mietshaus                                      | in Formen der deutschen Renaissance, 1902 von Georg Niggl | D-1-62-000-854   | weitere Bilder                       |
| Bodenstedtstraße 25 (Standort)                       | Wohnhaus                                       | stattlicher Gruppenbau mit Halbwalmdach und turmartiger Erweiterung, 1903–1906 nach Plänen der Gebrüder Rank | D-1-62-000-855   | weitere Bilder                       |

### C
| Lage                       | Objekt | Beschreibung                                        | Akten-Nr.       | Bild           |
| -------------------------- | ------ | --------------------------------------------------- | --------------- | -------------- |
| Carossastraße 4 (Standort) | Villa  | historisierend, 1910 von Walter Sartorius (Planegg) | D-1-62-000-1052 | weitere Bilder |

### D
| Lage                        | Objekt                        | Beschreibung | Akten-Nr.       | Bild           |
| --------------------------- | ----------------------------- | --- | --------------- | -------------- |
| Dachstraße 7 (Standort)     | Villa mit Fachwerk und Erker  | 1902 von Julius Völk; Gartenmauer mit Halbkreisöffnungen.                                                                  | D-1-62-000-1179 | weitere Bilder |
| Dachstraße 27 (Standort)    | Villa                         | Gruppenbau im Landhausstil mit fachwerkverzierten Giebeln, wohl um 1899 von Anton Thunig und Andreas Pabst.                | D-1-62-000-7985 | weitere Bilder |
| Dachstraße 29/31 (Standort) | Doppelhaus mit Fachwerk       | 1899–1900 von Anton Thunig und Andreas Pabst.                                                                              | D-1-62-000-1180 | weitere Bilder |
| Dachstraße 33 (Standort)    | Villa                         | ehemalige Gaststätte Hubertus, mit Eckturm und fachwerkverzierten Giebeln, wohl um 1900 von Anton Thunig und Andreas Pabst | D-1-62-000-7986 | weitere Bilder |
| Dachstraße 35/37 (Standort) | Doppelhaus mit Erkern         | 1901 von Johann Schalk, zum Teil vereinfacht                                                                               | D-1-62-000-1181 | weitere Bilder |
| Dachstraße 38/40 (Standort) | Doppelvilla                   | Walmdachbau mit Erkern, Spätjugendstil, 1913 von den Gebrüdern Ott.                                                        | D-1-62-000-7988 | weitere Bilder |
| Dachstraße 43/45 (Standort) | Doppelhaus mit Fachwerkerkern | 1903/04 von Conrad und Joseph Klinger                                                                                      | D-1-62-000-1182 | weitere Bilder |
| Dachstraße 44 (Standort)    | Villa                         | Spätjugendstil, 1914 von den Gebrüdern Ott                                                                                 | D-1-62-000-7973 | weitere Bilder |
| Dachstraße 49 (Standort)    | Villa                         | Jugendstil, 1907 von Martin Saumweber und Sebastian Stecher                                                                | D-1-62-000-1183 | weitere Bilder |

### E
| Lage                                           | Objekt                              | Beschreibung | Akten-Nr.       | Bild           |
| ---------------------------------------------- | ----------------------------------- | --- | --------------- | -------------- |
| Ebenböckstraße 11 (Standort)                   | Villa Ebenböck                      | spätklassizistischer Bau von 1865, mit Park bis zur Bodenstedtstraße | D-1-62-000-1390 | weitere Bilder |
| Ebenböckstraße 14 (Standort)                   | Mietshaus                           | Neurenaissance, 1897 | D-1-62-000-1391 | Mietshaus      |
| Endeweg 5 (vormals Am Stadtpark 43) (Standort) | Villa                               | Zweigeschossiger Krüppelwalmdachbau mit Satteldach und Versprung, schräg gestelltem Eckerker, eingeschossigem Anbau, Zwerchhaus, Eckrustika, Holzbalkon, Zierfachwerk und holzverschaltem Giebel, im Heimatstil, von Louis Ende, Gründer der Waldkolonie Pasing, als eigenes Wohnhaus errichtet, 1895. | D-1-62-000-7834 | weitere Bilder |
| Engelbertstraße 2 (Standort)                   | Mietshaus                           | barockisierende Jugendstilgliederung, mit Relief, 1901 von Georg Völkl | D-1-62-000-1540 | weitere Bilder |
| Engelbertstraße 13/15 (Standort)               | Nebengebäude vom Schloss Gatterburg | um 1860/70; vergleiche Engelbertstr. 23/25 | D-1-62-000-1541 | weitere Bilder |
| Engelbertstraße 23 (Standort)                  | Schloss Gatterburg                  | zweigeschossiger Walmdachbau von 1869; dazu gehören gärtnerische Anlagen und Ökonomiegebäude, vergleiche Engelbertstraße 13/15/17 | D-1-62-000-5376 | weitere Bilder |
| Ernsberger Straße 21 (Standort)                | Mietshaus                           | barockisierend, um 1900 | D-1-62-000-1565 | Mietshaus      |

### F
| Lage                               | Objekt                               | Beschreibung | Akten-Nr.       | Bild                                 |
| ---------------------------------- | ------------------------------------ | --- | --------------- | ------------------------------------ |
| Floßmannstraße 3 (Standort)        | Villa                                | versachlichter Jugendstil, 1910 von Walter Sartorius (Planegg) | D-1-62-000-7960 | weitere Bilder                       |
| Floßmannstraße 8 (Standort)        | Villa                                | barockisierend, 1925 von Feye Peins | D-1-62-000-1700 | Villa                                |
| Floßmannstraße 9/11 (Standort)     | Walmdachvilla                        | historisierend, 1911 von Feodor Elste | D-1-62-000-1701 | weitere Bilder                       |
| Floßmannstraße 10/12/14 (Standort) | Reihenhäuser                         | asymmetrisch, historisierend, 1910/11 von Carl Schmidt | D-1-62-000-1702 | weitere Bilder                       |
| Franz-Stenzer-Straße 6 (Standort)  | Teil einer gemeinnützigen Wohnanlage | dreigeschossiger Walmdachbau mit sparsamem Dekor an den Treppenhausachsen, 1929 von Josef Fischer und Benedikt Gulde; siehe Nimmerfallstraße 20–36 (gerade) ehemals unter der Nummer D-1-62-000-7873 separat aufgeführt | D-1-62-000-7870 | Teil einer gemeinnützigen Wohnanlage |
| Fritz-Berne-Straße 49 (Standort)   | Villa                                | Walmdachhaus, barockisierend, 1925 von den Gebrüdern Ott. | D-1-62-000-1920 | Villa                                |
| Fritz-Reuter-Straße 1 (Standort)   | Wohnhaus                             | Landhausstil, 1893/94, aus dem Büro August Exter. | D-1-62-000-1922 | weitere Bilder                       |
| Fritz-Reuter-Straße 1b (Standort)  | Villa                                | barockisierend, 1893/94, aus dem Büro August Exter | D-1-62-000-1923 | weitere Bilder                       |
| Fritz-Reuter-Straße 2a (Standort)  | Villa                                | Landhausstil, 1893, aus dem Büro August Exter | D-1-62-000-1924 | weitere Bilder                       |
| Fritz-Reuter-Straße 3 (Standort)   | Wohnhaus                             | Heimatstil, 1913 Umbau | D-1-62-000-1925 | weitere Bilder                       |
| Fritz-Reuter-Straße 6 (Standort)   | Villa                                | Landhausstil, um 1893, aus dem Büro August Exter | D-1-62-000-1926 | Villa                                |
| Fritz-Reuter-Straße 8 (Standort)   | Malerische Villa                     | historisierend, um 1893, aus dem Büro August Exter | D-1-62-000-1927 | weitere Bilder                       |
| Fritz-Reuter-Straße 10 (Standort)  | Villa                                | mit Mansarddach, 1898 von Georg Völkl | D-1-62-000-1928 | weitere Bilder                       |
| Fritz-Reuter-Straße 11 (Standort)  | Villa                                | historisierend, 1896, aus dem Büro August Exter | D-1-62-000-1929 | weitere Bilder                       |
| Fritz-Reuter-Straße 16 (Standort)  | Villa                                | Landhausstil, um 1893, aus dem Büro August Exter | D-1-62-000-1930 | weitere Bilder                       |
| Fritz-Reuter-Straße 18 (Standort)  | Villa                                | Landhausstil, 1896, aus dem Büro August Exter | D-1-62-000-1931 | weitere Bilder                       |

### G
| Lage                                | Objekt                                        | Beschreibung | Akten-Nr.       | Bild                                          |
| ----------------------------------- | --------------------------------------------- | --- | --------------- | --------------------------------------------- |
| Georg-Habel-Straße 48/50 (Standort) | Mietshaus                                     | historisierend, 1912 von Josef Schindler; mit Josef-Retzer-Straße 30/32/34                                                           | D-1-62-000-2122 | Mietshaus                                     |
| Gleichmannstraße 1 (Standort)       | Wohn- und Geschäftshaus (Kaufhaus Kopfmiller) | klassizistischer Jugendstil, 1911/12 von Eduard Lotterschmid; Einheit mit Bodenseestraße 2                                           | D-1-62-000-2195 | Wohn- und Geschäftshaus (Kaufhaus Kopfmiller) |
| Gleichmannstraße 3 (Standort)       | Walmdachhaus                                  | wohl 2. Hälfte 19. Jahrhundert | D-1-62-000-2196 | Walmdachhaus                                  |
| Gleichmannstraße 7 (Standort)       | Wohn- und Geschäftshaus                       | zweigeschossiger Mansardhalbwalmdachbau mit Rundturm und barockisierender Fassadengliederung in Ecklage, 1896                        | D-1-62-000-8898 | weitere Bilder                                |
| Gleichmannstraße 9 (Standort)       | Wohn- und Geschäftshaus                       | historisierend, 1897 von Josef Gerstenecker; Baugruppe mit Spiegelstraße 11                                                          | D-1-62-000-2197 | Wohn- und Geschäftshaus                       |
| Gräfstraße 58 (Standort)            | Mietshaus                                     | barockisierend, bezeichnet 1913, von den Gebrüdern Ott; bildet mit Josef-Retzer-Straße 33 eine zusammenhängende, symmetrische Gruppe | D-1-62-000-2257 | Mietshaus                                     |
| Gräfstraße 60 (Standort)            | Mietshaus                                     | barockisierend, 1910/11 von Heinrich Hilgert                                                                                         | D-1-62-000-8005 | Mietshaus                                     |
| Gräfstraße 62 (Standort)            | Mietshaus                                     | barockisierend, 1910/11 von Heinrich Hilgert                                                                                         | D-1-62-000-8006 | Mietshaus                                     |
| Gräfstraße 64 (Standort)            | Mietshaus                                     | barockisierend, bez. 1911, von Wilhelm Schmid, Fassadentektur von den Gebrüdern Ott                                                  | D-1-62-000-8007 | Mietshaus                                     |
| Gräfstraße 66 (Standort)            | Malerische Villa                              | deutsche Renaissance, mit Stuckdekor, um 1900                                                                                        | D-1-62-000-2258 | Malerische Villa                              |

### H
| Lage                        | Objekt                                                            | Beschreibung | Akten-Nr.       | Bild                                                              |
| --------------------------- | ----------------------------------------------------------------- | --- | --------------- | ----------------------------------------------------------------- |
| Haidelweg 14 (Standort)     | Verwaltungs- und Wohngebäude der ehemaligen Stadtgärtnerei Pasing | zweigeschossiger Satteldachbau mit höher gezogener Giebelmauer und Vorbau, in expressionistischen Formen gestaltet, von Hans Brühl, 1927                                                  | D-1-62-000-9628 | Verwaltungs- und Wohngebäude der ehemaligen Stadtgärtnerei Pasing |
| Hildachstraße 17 (Standort) | Villa                                                             | neuklassizistisch, 1913/14 von den Gebrüdern Ott; über der Tür Relief (Schmied) | D-1-62-000-2639 | weitere Bilder                                                    |
| Hildachstraße 19 (Standort) | Fabrikhalle der ehemaligen Münchener Eggenfabrik                  | langgestreckter Satteldachbau mit mehrfach geknicktem Dach und Schweifgiebelfassaden in geometrisierendem Dekor, mit einer Tragkonstruktion aus Eisenfachwerk und Betonkassetten, 1909/10 | D-1-62-000-8279 | weitere Bilder                                                    |
| Hillernstraße 6 (Standort)  | Mietshaus                                                         | Jugendstil, 1908/09 von Georg Völkl | D-1-62-000-2644 | weitere Bilder                                                    |
| Hillernstraße 10 (Standort) | Mietshaus                                                         | Jugendstil, 1908/09 von Georg Völkl | D-1-62-000-2645 | weitere Bilder                                                    |
| Hillernstraße 12 (Standort) | Mietshaus                                                         | Jugendstil, 1907/08 von Georg Völkl | D-1-62-000-2646 | weitere Bilder                                                    |

### I
| Lage                                                 | Objekt                           | Beschreibung | Akten-Nr.       | Bild           |
| ---------------------------------------------------- | -------------------------------- | --- | --------------- | -------------- |
| Institutstraße 1/3 mit Planegger Straße 4 (Standort) | Institut der Englischen Fräulein | langgestreckter Bau, im Kern 1866, 1910 von Josef Lang umgestaltet; mit Anstaltskirche Rosenkranzkönigin, 1890–1893 von A. Biersack; mit Ausstattung | D-1-62-000-5367 | weitere Bilder |
| Institutstraße 8 (Standort)                          | Satteldachhaus                   | 2. Hälfte 19. Jahrhundert | D-1-62-000-2940 | Satteldachhaus |

### J
| Lage                                       | Objekt                               | Beschreibung | Akten-Nr.       | Bild                                 |
| ------------------------------------------ | ------------------------------------ | --- | --------------- | ------------------------------------ |
| Josef-Lang-Straße 1 (Standort)             | Teil einer Wohnanlage                | Siehe Nimmerfallstraße 20–36 (gerade) | D-1-62-000-7870 | Teil einer Wohnanlage                |
| Josef-Lang-Straße 3/5/7 (Standort)         | Teil einer gemeinnützigen Wohnanlage | 1930 von Josef Fischer und Benedikt Gulde; siehe Nusselstraße 21–39 (ungerade) und Nimmerfallstraße 20–36 ehemals unter der Nummer D-1-62-000-7871 separat aufgeführt                                        | D-1-62-000-7870 | Teil einer gemeinnützigen Wohnanlage |
| Josef-Retzer-Straße 30/32/34 (Standort)    | Mietshausblock                       | historisierend, mit Eckausbildung, 1912 von Josef Schindler; mit Georg-Habel-Straße 48/50 | D-1-62-000-3106 | Mietshausblock                       |
| Josef-Retzer-Straße 31 (Standort)          | Villa                                | historisierend, 1910 von Heinrich Tremel | D-1-62-000-3107 | Villa                                |
| Josef-Retzer-Straße 33 (Standort)          | Mietshausblock                       | historisierend, mit symmetrischer Eckausbildung, bez. 1913, von den Gebrüdern Ott; bildet mit Gräfstraße 58 eine einheitliche Gruppe                                                                         | D-1-62-000-3109 | Mietshausblock                       |
| Josef-Retzer-Straße 42 (Standort)          | Mietshaus                            | barockisierend, 1910 von den Gebrüdern Ott; Einheit mit der Bäckerstraße 22 | D-1-62-000-3111 | weitere Bilder                       |
| Josef-Retzer-Straße 43/45 (Standort)       | Kleine Mietshäuser                   | neubarock, 1901 und 1903 von Josef Sibitz; zu einem Block zusammengefasst | D-1-62-000-3112 | Kleine Mietshäuser                   |
| Josef-Retzer-Straße 49/51/53/55 (Standort) | Mietshausanlage                      | barockisierend, 1920–1925 von Ludwig Zeller (Nr. 49) und den Gebrüdern Ott (Nrn. 51/53/55); Gruppe mit Peter-Putz-Straße 2/4; Erweiterung der Siedlung Arbeiterheim von 1914, siehe Peter-Putz-Straße 6/8/10 | D-1-62-000-3113 | weitere Bilder                       |

### K
| Lage                       | Objekt                                  | Beschreibung | Akten-Nr.       | Bild           |
| -------------------------- | --------------------------------------- | --- | --------------- | -------------- |
| Kaflerstraße 16 (Standort) | Ehemaliges Pumpen- und Pumpenwärterhaus | Pumpenwärterhaus des ersten Pasinger Bahnhofs (vergleiche #D-1-62-000-5152), zweigeschossiger Sichtziegelbau mit Kniestock und flachem Zeltdach, sowie mit erdgeschossigem Anbau („Maschinenhaus“) nach Süden, Gliederung durch Lisenen, Stich- und Rundbogenöffnungen sowie Okuli; errichtet 1854 zur Betankung von Dampflokomotiven mit Würmwasser. | D-1-62-000-8051 | weitere Bilder |

### L
| Lage                                  | Objekt                                            | Beschreibung | Akten-Nr.       | Bild                     |
| ------------------------------------- | ------------------------------------------------- | --- | --------------- | ------------------------ |
| Lampertstraße 1 (Standort)            | Neuer Pasinger Friedhof                           | 1903 angelegter und mit Mauer eingefasster Friedhof mit zahlreichen Grabsteinen vom Anfang des 20. Jahrhunderts; Friedhofsgebäude: malerischer Gruppenbau in der Art einer Dorfkirche, 1903 von Richard Berndl            | D-1-62-000-3742 | weitere Bilder           |
| Landsberger Straße 430 (Standort)     | Wohnhaus                                          | neubarock, viergeschossig mit höherem Mittelrisalit, Schweifgiebel, um 1900 | D-1-62-000-3767 | weitere Bilder           |
| Landsberger Straße 444/446 (Standort) | Ehemalige Kuvertfabrik, vormals Schokoladenfabrik | zweigeschossiger, breit gelagerter Satteldachbau mit geschwungener Walmdachgaube und Putzgliederung in neubarocken Formen, dreischiffige Eisenbetonkonstruktion, von Leonhard Moll, 1906                                  | D-1-62-000-8550 | weitere Bilder           |
| Landsberger Straße 448 (Standort)     | Mietshaus                                         | deutsche Renaissance, 1900 von Josef Schreyer | D-1-62-000-3768 | weitere Bilder           |
| Landsberger Straße 485 (Standort)     | Miets- und Geschäftshaus                          | historisierend, 1913 von Josef Lang | D-1-62-000-3769 | Miets- und Geschäftshaus |
| Landsberger Straße 486 (Standort)     | Rathaus Pasing                                    | 1936/37 von Heinrich Rettig und Friedrich Lämmle; Westflügel 1949/50 von Heinrich Volbehr wiederaufgebaut. ehemals unter der Nummer D-1-62-000-3770 separat aufgeführt                                                    | D-1-62-000-540  | weitere Bilder           |
| Landsberger Straße 499 (Standort)     | Ehemalige Brauerei                                | Neurenaissancefassade, 1881 errichtet, 1891 erweitert. | D-1-62-000-3771 | Ehemalige Brauerei       |
| Landsberger Straße 509 (Standort)     | Mietshaus                                         | barockisierender Dekor, 1903/04 von Martin Saumweber | D-1-62-000-3772 | Mietshaus                |
| Landsberger Straße 517 (Standort)     | Wohn- und Geschäftshaus                           | später Jugendstil, 1912 von Josef Lang | D-1-62-000-3773 | Wohn- und Geschäftshaus  |
| Landsberger Straße 521 (Standort)     | Wohn- und Geschäftshaus                           | deutsche Renaissance, um 1900 | D-1-62-000-3774 | Wohn- und Geschäftshaus  |
| Landsberger Straße 527 (Standort)     | Wohn- und Geschäftshaus                           | neubarocker Dekor, 1897 von Johann Hieronymus; Gruppe mit Nr. 529; vergleiche auch Ensemble ehemaliger Ortskern Pasing | D-1-62-000-3775 | weitere Bilder           |
| Landsberger Straße 529 (Standort)     | Wohn- und Geschäftshaus                           | neubarock, in Ecklage zum Pasinger Marienplatz, Turm mit Laterne, 1897 von Johann Hieronymus; Gruppe mit Nr. 527; vergleiche auch Ensemble Ortskern Pasing                                                                | D-1-62-000-3776 | weitere Bilder           |
| Lichtingerstraße 3/5 (Standort)       | Doppelvilla                                       | schlichter Jugendstil, 1901/02 von Andreas Kollmannsberger | D-1-62-000-7978 | weitere Bilder           |
| Lichtingerstraße 8 (Standort)         | Villa                                             | mit Halbwalm und Erker, 1905/06 von Georg Völkl | D-1-62-000-7979 | weitere Bilder           |
| Lichtingerstraße 9 (Standort)         | Villa                                             | historisierend, 1903/04 von Josef Kampferseck | D-1-62-000-3880 | weitere Bilder           |
| Lichtingerstraße 11 (Standort)        | Wohnhaus mit Fachwerk und Turm                    | 1900 von Johann Schalk | D-1-62-000-3881 | weitere Bilder           |
| Lichtingerstraße 16 (Standort)        | Wohnhaus                                          | mit Knickschweifgiebel, 1902 von Josef Sibitz | D-1-62-000-3882 | weitere Bilder           |
| Lichtingerstraße 21 (Standort)        | Villa                                             | klassizisierender Walmdachbau, 1922 von Oskar Delisle und Bernhard Ingwersen | D-1-62-000-7980 | weitere Bilder           |
| Lichtingerstraße 24 (Standort)        | Kleinvilla                                        | historisierend, 1902 von Jakob Mack | D-1-62-000-3883 | weitere Bilder           |
| Lichtingerstraße 26 (Standort)        | Villa                                             | mit Zwerchhausrisalit und Veranda, 1902 wohl von Andreas Buchinger | D-1-62-000-7981 | weitere Bilder           |
| Lichtingerstraße 28 (Standort)        | Villa                                             | mit Zwerchhausrisalit und Veranda, 1903 von Andreas Buchinger; Anbau 1922 | D-1-62-000-7982 | weitere Bilder           |
| Lützowstraße 1 (Standort)             | Vorstadthaus                                      | Schweizer Stil, um 1900; im Vorgarten Hirschfigur | D-1-62-000-4124 | weitere Bilder           |
| Lützowstraße 11 (Standort)            | Villa                                             | stattliche Anlage aus mehreren Bauteilen im historisierenden Jugendstil, erbaut 1896 von Richard Riemerschmid als eigenes Wohnhaus, der vordere Anbau mit Küche und Atelier erst 1907 hinzugefügt; mit parkartigem Garten | D-1-62-000-4126 | weitere Bilder           |

### M
| Lage                                                    | Objekt                                            | Beschreibung | Akten-Nr.        | Bild                            |
| ------------------------------------------------------- | ------------------------------------------------- | --- | ---------------- | ------------------------------- |
| Manzingerweg (Standort)                                 | Schleusen- bzw. Kanalwärterhäuschen               | kleiner Satteldachbau, bezeichnet 1825; zwischen Würm und Nymphenburger Kanal (vergleiche dort), bei Manzingerweg 2 | D-1-62-000-7865  | weitere Bilder                  |
| Manzingerweg 3 (Standort)                               | Stadel eines ehemaligen Bauernanwesens            | sogenannter Perlschneiderhof, langgestreckter Satteldachbau mit Schleppdach, um 1880, 1925 umgebaut                 | D-1-62-000-10831 | weitere Bilder                  |
| Maria-Eich-Straße 10a (Standort)                        | Bauernhaus                                        | wohl spätes 19. Jahrhundert                                                                                         | D-1-62-000-4212  | weitere Bilder                  |
| Maria-Eich-Straße 18 (Standort)                         | Villa                                             | historisierend, 1927 von Konrad Herrmann                                                                            | D-1-62-000-4213  | weitere Bilder                  |
| Maria-Eich-Straße 47 (Standort)                         | Villa                                             | Renaissancestil, bezeichnet 1903, von Martin Saumweber und Sebastian Stecher.                                       | D-1-62-000-4214  | weitere Bilder                  |
| Maria-Eich-Straße 49 (Standort)                         | Vorstadtvilla                                     | mit Fachwerk, 1904 von Max Ende                                                                                     | D-1-62-000-4215  | weitere Bilder                  |
| gegenüber Maria-Eich-Straße 53 (Standort)               | Katholische Kapelle                               | 1902; mit Ausstattung                                                                                               | D-1-62-000-4216  | weitere Bilder                  |
| Maria-Eich-Straße 75 (Standort)                         | Erdgeschossiges Wohnhaus                          | mit steilem Mansarddach, 1912 von Friedrich Schweisgut; Wohnhaus des Dichters Waldemar Bonsels                      | D-1-62-000-4218  | weitere Bilder                  |
| Marschnerstraße 2 (Standort)                            | Evangelisch-lutherische Himmelfahrtskirche Pasing | barockisierend, 1903/04 von Karl Hocheder d. Ä.; mit Ausstattung                                                    | D-1-62-000-4312  | weitere Bilder                  |
| Marschnerstraße 3/3a (Standort)                         | Ehemaliges Wohnhaus Arthur Riemerschmid           | jetzt evangelisch-lutherisches Pfarramt, asymmetrisches Doppelhaus, bezeichnet 1900, von Theodor Fischer            | D-1-62-000-4311  | weitere Bilder                  |
| Marschnerstraße 12 (Standort)                           | Villa                                             | mit Mansarddach und Neurokoko-Dekor, 1901 von Otto Numberger                                                        | D-1-62-000-4313  | weitere Bilder                  |
| Marschnerstraße 16 (Standort)                           | Villa                                             | Landhausstil, um 1897/1900 aus dem Büro August Exter                                                                | D-1-62-000-4314  | weitere Bilder                  |
| Marschnerstraße 21 (Standort)                           | Ländliche Villa                                   | um 1900, aus dem Büro August Exter; mit Hausfigur                                                                   | D-1-62-000-4315  | weitere Bilder                  |
| Marschnerstraße 22 (Standort)                           | Villa                                             | Mansarddachbau mit seitlichem Giebelrisalit, barockisierend, um 1900 wohl von Otto Numberger.                       | D-1-62-000-7995  | weitere Bilder                  |
| Marschnerstraße 23 (Standort)                           | Wohnhaus                                          | Heimatstil, 1911 von Edmund Lotterschmid; mit Hausfigur.                                                            | D-1-62-000-4316  | weitere Bilder                  |
| Marschnerstraße 24 (Standort)                           | Villa                                             | traufseitiger Bau mit Mansardhalbwalmdach und betonter Mittelachse, 1902 von Otto Numberger                         | D-1-62-000-7996  | weitere Bilder                  |
| Marschnerstraße 26 (Standort)                           | Villa im Reformstil                               | mit tief heruntergezogenem Halbwalmdach, um 1910 wohl von Bernhard Borst                                            | D-1-62-000-7997  | weitere Bilder                  |
| Marschnerstraße 27a (Standort)                          | Villa                                             | Neurenaissance, mit Turm, um 1897/1900, aus dem Büro August Exter.                                                  | D-1-62-000-4317  | weitere Bilder                  |
| Marschnerstraße 29 (Standort)                           | Doppelhaushälfte                                  | (mit Nr. 31), mit Fachwerk und Erker, 1902 von August Brüchle                                                       | D-1-62-000-4318  | weitere Bilder                  |
| Marschnerstraße 30 (Standort)                           | Villa                                             | Landhausstil, um 1897/1900, aus dem Büro August Exter                                                               | D-1-62-000-4319  | weitere Bilder                  |
| Marschnerstraße 31 (Standort)                           | Doppelhaushälfte                                  | (mit Nr. 29), mit Fachwerk und Erker, 1908 von Josef Ferchl                                                         | D-1-62-000-4320  | weitere Bilder                  |
| Marschnerstraße 33 (Standort)                           | Malerische Villa                                  | Landhausstil, um 1897/1900, aus dem Büro August Exter                                                               | D-1-62-000-4321  | weitere Bilder                  |
| Marschnerstraße 35/37/39/41/41a … 41g (Standort)        | Langgestreckte Reihenhausgruppe                   | 1908–10 von Bernhard Borst                                                                                          | D-1-62-000-4322  | Langgestreckte Reihenhausgruppe |
| Marschnerstraße 35 … 41b/41c/41d/41e/41f/41g (Standort) | Langgestreckte Reihenhausgruppe                   | 1908–10 von Bernhard Borst                                                                                          | D-1-62-000-4322  | Langgestreckte Reihenhausgruppe |

### N
| Lage                                                                                             | Objekt                                                                           | Beschreibung | Akten-Nr.       | Bild                                                                             |
| ------------------------------------------------------------------------------------------------ | -------------------------------------------------------------------------------- | --- | --------------- | -------------------------------------------------------------------------------- |
| Neufeldstraße 19/21/23/25 (Standort)                                                             | Reihenhausblock                                                                  | historisierend, um 1911 von Bernhard Borst | D-1-62-000-4702 | Reihenhausblock                                                                  |
| Neufeldstraße 26 (Standort)                                                                      | Villa                                                                            | historisierend, 1910 von Bernhard Borst | D-1-62-000-4703 | Villa                                                                            |
| Nimmerfallstraße 13 (Standort)                                                                   | Wohnhaus                                                                         | Eckhaus einer Reihenwohnzeile, zweigeschossiger Walmdachbau über hohem Sockelgeschoss mit Erker und Wintergartenvorbau, im Reformstil, von Bernhard Borst, 1910/11. | D-1-62-000-8610 | Wohnhaus                                                                         |
| Nimmerfallstraße 20–36 (gerade, mit Josef-Lang-Straße 1 und Franz-Stenzer-Straße 2/4) (Standort) | Wohnanlage der Baugenossenschaft für Kleinwohnungsbau Pasing                     | Aus hakenförmigen Seitentrakten und zurückgesetztem Mittelflügel symmetrisch komponierte, reduziert barockisierende, dreigeschossige Bautengruppe mit Mansarddächern, 1914–1920 von Josef Lang; der Mittelflügel (1919/20) durch Torbogen, Erker und Volutengiebel betont; die Seitentrakte (1914/15) jeweils mit mittlerem, geschwungenem Zwerchhausgiebel. Später zur geschlossenen Hofanlage ergänzt (siehe Franz-Stenzer-Straße 6, Josef-Lang-Straße 3/5/7, Nusselstraße 21–39 (ungerade)). | D-1-62-000-7870 | weitere Bilder                                                                   |
| Nimmerfallstraße 38–58 (gerade, mit Nusselstraße 41,43) (Standort)                               | Wohnanlage der Baugenossenschaft für Kleinwohnungsbau Pasing                     | Drei U-förmig um Binnenhof angeordnete, durch Torbögen mit selbstständigem Kopfbau verbundene dreigeschossige Flügel, 1921–1928 von Josef Lang, Josef Fischer und Benedikt Gulde; die Seitenflügel mit Putzdekor, der Kopfbau (Gaststätte Lindenplatzl mit rückwärtigem Saalanbau) mit drei gezackten Giebeln und Bauplastik, der rückwärtige Flügel (Nusselstraße 41/43) mit Treppenhauserkern und Bauplastik.                                                                                 | D-1-62-000-7877 | weitere Bilder                                                                   |
| Nusselstraße 21–39 (ungerade, mit Josef-Lang-Straße 3/5/7) (Standort)                            | Dreigeschossiger Seiten- und rückwärtiger Flügel einer gemeinnützigen Wohnanlage | 1930–35 von Josef Fischer und Benedikt Gulde; die Nrn. 21–29 durch die gleichen Architekten 1950 ergänzt; Josef-Lang-Straße 3 mit dreieckigem Fenstererker und Bauplastik; siehe Nimmerfallstraße 20–36 ehemals unter der Nummer D-1-62-000-7876 separat aufgeführt | D-1-62-000-7870 | Dreigeschossiger Seiten- und rückwärtiger Flügel einer gemeinnützigen Wohnanlage |
| Nusselstraße 41/43 (Standort)                                                                    | Rückwärtiger Flügel einer gemeinnützigen Wohnanlage                              | 1928 von Josef Fischer und Benedikt Gulde; siehe Nimmerfallstraße 38–58 (gerade). ehemals unter der Nummer D-1-62-000-7875 separat aufgeführt | D-1-62-000-7870 | Rückwärtiger Flügel einer gemeinnützigen Wohnanlage                              |

### O
| Lage                                   | Objekt                              | Beschreibung | Akten-Nr.        | Bild                        |
| -------------------------------------- | ----------------------------------- | --- | ---------------- | --------------------------- |
| Offenbachstraße 9 (Standort)           | Villa                               | historisierend, 1911 von den Gebrüdern Ott | D-1-62-000-4960  | Villa                       |
| Offenbachstraße 13/15/17/19 (Standort) | Reihenhausgruppe                    | historisierend, 1910 von Ludwig Zeller | D-1-62-000-4961  | Reihenhausgruppe            |
| Orthstraße 2 (Standort)                | Villa in Ecklage zur Oselstraße     | Landhausstil, um 1893, aus dem Büro August Exter | D-1-62-000-5046  | weitere Bilder              |
| Orthstraße 6 (Standort)                | Villa                               | Landhausstil, mit Erker und Balkonen, 1893 aus dem Büro August Exter | D-1-62-000-5049  | weitere Bilder              |
| Orthstraße 14/16 (Standort)            | Wohn- und Geschäftshaus             | bezeichnet 1893, aus dem Büro August Exter; mit Seitentrakt an der Floßmannstraße und anschließendem, barockisierendem Wohnhaus, 1914 von Bernhard Borst; drei Standbilder an der Seitenfassade        | D-1-62-000-5052  | Wohn- und Geschäftshaus     |
| Orthstraße 18 (Standort)               | Malerische Villa                    | zweigeschossiger Satteldachbau mit Treppenhausrisalit, schräg gestelltem Eckturm und holzverschaltem Giebel, im Heimatstil, von Konrad Klinger, 1898                                                   | D-1-62-000-5054  | Malerische Villa            |
| Orthstraße 22 (Standort)               | Villa                               | zweigeschossiger Walmdachbau mit Erdgeschosserker und Balkon, historisierend, von Georg Völkl, 1897 | D-1-62-000-5055  | Villa                       |
| Orthstraße 24 (Standort)               | Villa                               | zweigeschossiger Krüppelwalmdachbau mit zentralem Treppenhausrisalit und Balkon, historisierend, von Georg Völkl, 1898                                                                                 | D-1-62-000-5056  | weitere Bilder              |
| Orthstraße 26 (Standort)               | Villa                               | ehemalige Villa, zweigeschossiger Satteldachbau mit Quergiebel, Treppenhausrisalit und Erdgeschosserker, im Heimatstil, 1900                                                                           | D-1-62-000-5057  | weitere Bilder              |
| Oselstraße 14 (Standort)               | Teil eines Doppelwohnhauses         | traufständiger Krüppelwalmdachbau, von August Exter, 1895, verändert von Hans Thaler, 1904, rückwärtig erweitert von Bauführer Hofstreiter, 1908                                                       | D-1-62-000-11188 | Teil eines Doppelwohnhauses |
| Oselstraße 20 (Standort)               | Malerische Kleinvilla               | zweigeschossiger Satteldachbau über Sockel, mit Eckturmerker und Spitzhelm, von August Exter, 1893 | D-1-62-000-5060  | weitere Bilder              |
| Oselstraße 21 (Standort)               | Grundschule an der Oselstraße       | zweigeschossiger, schlichter Schopfwalmdachbau, 1914 von Richard Riemerschmid | D-1-62-000-5061  | weitere Bilder              |
| Oselstraße 22 (Standort)               | Villa                               | traufständiger, erdgeschossiger Satteldachbau mit Eckerker über hohem Souterrain und mit Kniestock, im Landhausstil, von August Exter, 1893                                                            | D-1-62-000-11092 | Villa                       |
| Oselstraße 28 (Standort)               | Villa                               | Heimatstil, 1893, aus dem Büro August Exter | D-1-62-000-5063  | weitere Bilder              |
| Oselstraße 31 (Standort)               | Mädchenwohnheim der Inneren Mission | ehemalige Reihenhausgruppe, zweigeschossige Krüppelwalmdachbauten mit Zwerchhaus, rundem Eckturm und Zierfachwerk, im Heimatstil, von Georg Völkl, 1906                                                | D-1-62-000-5062  | weitere Bilder              |
| Oselstraße 33 (Standort)               | Villa                               | zweigeschossiger Mansardwalmdachbau mit gebauchten Seitenrisaliten, Balkon auf Konsolen und Treppenhausrisalit, von und für Georg Völkl, 1908                                                          | D-1-62-000-5065  | weitere Bilder              |
| Otilostraße 6a/6b/6c (Standort)        | Reihenhausgruppe                    | zweigeschossiger Walmdachbau mit Flacherkern, im Reformstil, von Bernhard Borst, 1911 | D-1-62-000-5071  | Reihenhausgruppe            |
| Otilostraße 11a (Standort)             | Doppelvilla                         | historisierend, 1910 von Johann Müller, Nr. 11a durch Bernhard Borst erweitert | D-1-62-000-5072  | Doppelvilla                 |
| Otilostraße 11b (Standort)             | Doppelvilla                         | historisierend, 1910 von Johann Müller, Nr. 11a durch Bernhard Borst erweitert | D-1-62-000-5072  | Doppelvilla                 |
| Otilostraße 12 (Standort)              | Schlichtes Einfamilienhaus          | eingeschossiger Krüppelwalmdachbau, giebelseitig, mit Erdgeschosserker, 1921 | D-1-62-000-5073  | Schlichtes Einfamilienhaus  |
| Otilostraße 19 (Standort)              | Doppelvilla                         | zweigeschossiger Krüppelwalmdachbau mit Zwerchhäusern, Krüppelwalm- und Dreiecksgiebel, Treppenhausrisaliten, polygonalem Erdgeschoss- und Balkonerkern, im Reformstil, von Hermann Grünenwald 1922/23 | D-1-62-000-5074  | Doppelvilla                 |
| Otilostraße 21 (Standort)              | Doppelvilla                         | zweigeschossiger Krüppelwalmdachbau mit Zwerchhäusern, Krüppelwalm- und Dreiecksgiebel, Treppenhausrisaliten, polygonalem Erdgeschoss- und Balkonerkern, im Reformstil, von Hermann Grünenwald 1922/23 | D-1-62-000-5074  | Doppelvilla                 |

### P
| Lage                                        | Objekt                                                                                                 | Beschreibung | Akten-Nr.        | Bild                                                                                                   |
| ------------------------------------------- | --- | --- | ---------------- | --- |
| Paosostraße 10 (Standort)                   | Wohnhaus mit Pavillon                                                                                  | 1911 von Bernhard Borst | D-1-62-000-5090  | Wohnhaus mit Pavillon                                                                                  |
| Paosostraße 14 (Standort)                   | Doppelhaus mit Paul-Hösch-Straße 8                                                                     | historisierend, 1910 von Johann Müller | D-1-62-000-5091  | Doppelhaus mit Paul-Hösch-Straße 8                                                                     |
| Paosostraße 29 (Standort)                   | Katholische Pfarrkirche St. Hildegard, vormals Hochschulkirche der ehemaligen Pädagogischen Hochschule | Zentralbau über quadratischem Grundriss; niedriger, kubischer Baukörper in unverputztem Bruchsteinmauerwerk (Grüntenstein), mit achtteilig gefaltetem, mächtigem Zeltdach; in dessen dreieckigen Zwickeln Fenster von intensiver Farbigkeit (von Georg Meistermann); Sakramentskapelle mit rundem Abschluss, westlich angegliedert; mit Ausstattung; 1961/62 von Siegfried Östreicher von der Paosostraße zurückgesetzt errichtet. | D-1-62-000-7931  | Katholische Pfarrkirche St. Hildegard, vormals Hochschulkirche der ehemaligen Pädagogischen Hochschule |
| Pasinger Bahnhofsplatz 1 (Standort)         | Geschäftshaus                                                                                          | mit skulpturalem Schmuck, 1924 von Josef Lang | D-1-62-000-5150  | weitere Bilder                                                                                         |
| Pasinger Bahnhofsplatz 2 (Standort)         | Wohn- und Geschäftshaus                                                                                | Neurenaissance-Eckbau, 1897 von Josef Gerstenecker | D-1-62-000-5151  | weitere Bilder                                                                                         |
| Pasinger Bahnhofsplatz 6 (Standort)         | Altes Bahnhofsgebäude                                                                                  | Backsteinbau, 1848 von Friedrich Bürklein. | D-1-62-000-5152  | weitere Bilder                                                                                         |
| Pasinger Bahnhofsplatz 7/8/9 (Standort)     | Bahnhofsgebäude                                                                                        | im Stil der Neurenaissance, Hauptpavillon mit Eckpavillons und Arkadenverbindungstrakten, Halle mit Gusseisensäulen, 1871 von Georg Friedrich Seidel | D-1-62-000-5153  | weitere Bilder                                                                                         |
| Pasinger Marienplatz (Standort)             | Mariensäule                                                                                            | um 1880, Säule 1980 ergänzt | D-1-62-000-11151 | weitere Bilder                                                                                         |
| Pasinger Marienplatz (Standort)             | Marienbrunnen                                                                                          | 1921/22 von Arwed Peterson, Säule modern | D-1-62-000-5155  | Marienbrunnen                                                                                          |
| Pasinger Stadtpark (Standort)               | Pasinger Stadtpark                                                                                     | ehemalige Gatterburg-Anlagen, malerischer Landschaftspark an Würm und Würmkanal, ab 1844 und 1903, Erweiterung 1933/34 | D-1-62-000-5156  | Pasinger Stadtpark                                                                                     |
| Paul-Hösch-Straße 8 (Standort)              | Doppelhaus mit Paosostraße 14                                                                          | historisierend, 1910 von Johann Müller ehemals unter der Nummer D-1-62-000-5164 separat aufgeführt | D-1-62-000-5091  | Doppelhaus mit Paosostraße 14                                                                          |
| Paul-Hösch-Straße 10/12/14 (Standort)       | Reihenhauszeile                                                                                        | 1911 von Bernhard Borst; Gruppe mit Nr. 12 und 14 | D-1-62-000-5165  | Reihenhauszeile                                                                                        |
| Paul-Hösch-Straße 11/13 (Standort)          | Doppelhaus                                                                                             | 1909 von August Brüchle; vereinfacht | D-1-62-000-5166  | Doppelhaus                                                                                             |
| Paul-Hösch-Straße 15/17/19/21 (Standort)    | Reihenhauszeile                                                                                        | 1910 von August Brüchle | D-1-62-000-5170  | Reihenhauszeile                                                                                        |
| Paul-Hösch-Straße 15/17/19/21 (Standort)    | Reihenhauszeile                                                                                        | 1910 von August Brüchle | D-1-62-000-5170  | Reihenhauszeile                                                                                        |
| Paul-Hösch-Straße 16/18/20/22/24 (Standort) | Reihenhauszeile                                                                                        | 1912 von Bernhard Borst | D-1-62-000-5171  | Reihenhauszeile                                                                                        |
| Paul-Hösch-Straße 23/25 (Standort)          | Doppelhaus                                                                                             | 1910 von August Brüchle | D-1-62-000-5178  | Doppelhaus                                                                                             |
| Paul-Hösch-Straße 26/28/30/32/34 (Standort) | Reihenhauszeile                                                                                        | 1911 von Bernhard Borst | D-1-62-000-7959  | Reihenhauszeile                                                                                        |
| Paul-Hösch-Straße 31 (Standort)             | Villa                                                                                                  | historisierend, 1912 von Bernhard Borst | D-1-62-000-5183  | Villa                                                                                                  |
| Paul-Hösch-Straße 40/42 (Standort)          | Doppelhaus                                                                                             | historisierend, 1913 von Hans Eisenrieth; mit Muttergottesrelief | D-1-62-000-5186  | Doppelhaus                                                                                             |
| Peslmüllerstraße 6/8 (Standort)             | Teil eines Schulzentrums aus Grund- und Mittelschule                                                   | Plattenverkleidete Anlage auf T-förmigem Grundriss mit vorgezogenen gerundeten Treppentürmen in Stahlbetonskelettbauweise, nach Südwesten bestehend aus dem Klassentrakt, einem viergeschossigen Terrassenbau mit erdgeschossigen Höfen, nach Nordosten aus dem Sporttrakt, ein zweigeschossiger Sheddachbau und nach Südosten aus dem Fachklassentrakt, einem zweigeschossigen Flachdachbau, von Georg Hellmut Winkler und Claus Winkler, 1971–1974, mit zweigeschossiger farbiger Holzplastik, von Fritz Brosig, gleichzeitig; zugehörig terrassierter Freiraum mit amphitheatrischer Sitzanlage, gleichzeitig; mit Bronzeplastik, von Michael Veit, gleichzeitig. | D-1-62-000-10035 | Teil eines Schulzentrums aus Grund- und Mittelschule                                                   |
| Peter-Putz-Straße 1 (Standort)              | Villa                                                                                                  | zweigeschossiger Mansardwalmdachbau in Ecklage mit Zwerchhausrisalit, Anbau und Versprüngen, im Reformstil, von Xaver Heininger, 1910 | D-1-62-000-5237  | Villa                                                                                                  |
| Peter-Putz-Straße 2 (Standort)              | Mietshaus                                                                                              | barockisierend, 1920 von Ludwig Zeller; Gruppe mit Josef-Retzer-Straße 49/51/53/55; vergleiche Nr. 4, 6/8/10 | D-1-62-000-5238  | Mietshaus                                                                                              |
| Peter-Putz-Straße 3/5/7 (Standort)          | Mietshausgruppe                                                                                        | historisierend, 1925 von den Gebrüdern Ott | D-1-62-000-5239  | Mietshausgruppe                                                                                        |
| Peter-Putz-Straße 4 (Standort)              | Mietshaus                                                                                              | barockisierend, 1911 von Josef Schormüller; Gruppe mit Peter-Putz-Straße 2 und Josef-Retzer-Straße 49/51/53/55 | D-1-62-000-8003  | Mietshaus                                                                                              |
| Peter-Putz-Straße 6/8/10 (Standort)         | Wohnanlage Arbeiterheim                                                                                | 1914 von Josef Schormüller und den Gebrüdern Ott; vergleiche Nr. 2/4 und Josef-Retzer-Straße 49/51/53/55 | D-1-62-000-5241  | weitere Bilder                                                                                         |
| Peter-Vischer-Straße 1 (Standort)           | Doppelhaushälfte                                                                                       | historisierend, 1910 von Johann Schalk | D-1-62-000-5250  | Doppelhaushälfte                                                                                       |
| Peter-Vischer-Straße 3 (Standort)           | Doppelhaushälfte                                                                                       | historisierend, 1911 von den Gebrüdern Ott | D-1-62-000-8004  | Doppelhaushälfte                                                                                       |
| Peter-Vischer-Straße 4 (Standort)           | Villa                                                                                                  | historisierend, 1923/24 von Fritz Würsching | D-1-62-000-5251  | Villa                                                                                                  |
| Peter-Vischer-Straße 6 (Standort)           | Villa                                                                                                  | historisierend, 1908/09 von Georg Völkl | D-1-62-000-5252  | Villa                                                                                                  |
| Peter-Vischer-Straße 8 (Standort)           | Doppelhaus mit Nr. 10                                                                                  | historisierend, 1907/08 von Johann Schalk | D-1-62-000-5253  | Doppelhaus mit Nr. 10                                                                                  |
| Peter-Vischer-Straße 9 (Standort)           | Reihenhaus                                                                                             | historisierend, 1909 von Georg Völkl | D-1-62-000-5254  | Reihenhaus                                                                                             |
| Peter-Vischer-Straße 10 (Standort)          | Doppelhaus mit Nr. 8                                                                                   | historisierend, 1907/08 von Johann Schalk | D-1-62-000-5255  | Doppelhaus mit Nr. 8                                                                                   |
| Peter-Vischer-Straße 12/14/16/18 (Standort) | Reihenhausgruppe                                                                                       | historisierend, 1908 von Georg Völkl | D-1-62-000-5256  | weitere Bilder                                                                                         |
| Peter-Vischer-Straße 17 (Standort)          | Reihenhaus                                                                                             | historisierend, 1909 von Georg Völkl | D-1-62-000-5257  | Reihenhaus                                                                                             |
| Peter-Vischer-Straße 19 (Standort)          | Wohnhaus                                                                                               | historisierend, bezeichnet 1910, von Ulrich Merk | D-1-62-000-5259  | Wohnhaus                                                                                               |
| Peter-Vischer-Straße 20 (Standort)          | Wohnhaus                                                                                               | historisierend, 1908 von Georg Völkl | D-1-62-000-5260  | weitere Bilder                                                                                         |
| Peter-Vischer-Straße 21 (Standort)          | Wohnhaus                                                                                               | historisierend, 1911 von Wilhelm Albrecht | D-1-62-000-5261  | Wohnhaus                                                                                               |
| Peter-Vischer-Straße 23 (Standort)          | Wohnhaus                                                                                               | historisierend, 1910 | D-1-62-000-5262  | Wohnhaus                                                                                               |
| Peter-Vischer-Straße 25 (Standort)          | Wohnhaus                                                                                               | historisierend, 1911 von Georg Völkl | D-1-62-000-5263  | Wohnhaus                                                                                               |
| Peter-Vischer-Straße 27 (Standort)          | Wohnhaus                                                                                               | historisierend, 1910 von Walter Sartorius (Planegg) | D-1-62-000-5264  | weitere Bilder                                                                                         |
| Pfeivestlstraße 4 (Standort)                | Villa                                                                                                  | mit Walmdach, barockisierend, 1910 von Paul Böhmer | D-1-62-000-5300  | weitere Bilder                                                                                         |
| Pfeivestlstraße 32 (Standort)               | Villa Waldweben                                                                                        | von Baron Trotha, historisierend, bezeichnet 1910, von Joseph Schermüller | D-1-62-000-5301  | weitere Bilder                                                                                         |
| Pippinger Straße 35 (Standort)              | Walmdachhaus                                                                                           | Holzerker bezeichnet 1911, von Bernhard Borst | D-1-62-000-5351  | weitere Bilder                                                                                         |
| Planegger Straße 9 (Standort)               | Villa                                                                                                  | barockisierend, mit Balkon- und Fenstergittern, bezeichnet 1896 | D-1-62-000-5368  | weitere Bilder                                                                                         |
| Planegger Straße 14 (Standort)              | Gasthof Schweizerhof                                                                                   | stattlicher Bau vom ländlichen Typ, spätes 19. Jahrhundert | D-1-62-000-5369  | weitere Bilder                                                                                         |
| Planegger Straße 15 (Standort)              | Ehemaliges Bauernanwesen                                                                               | Wohnhaus 19. Jahrhundert, neubarockes Hofgitter | D-1-62-000-5370  | weitere Bilder                                                                                         |
| Planegger Straße 16 (Standort)              | Mietshaus                                                                                              | barockisierend, bezeichnet 1898 | D-1-62-000-5371  | weitere Bilder                                                                                         |
| Planegger Straße 17 (Standort)              | Ehemaliges Bauernhaus                                                                                  | 19. Jahrhundert, stark verändert | D-1-62-000-5372  | weitere Bilder                                                                                         |
| Planegger Straße 19 (Standort)              | Ehemaliges Bauernhaus                                                                                  | im Kern wohl noch 18. Jahrhundert, stark verändert | D-1-62-000-5373  | weitere Bilder                                                                                         |
| Planegger Straße 20 (Standort)              | Zweiseitiger Bauernhof                                                                                 | Wohnhaus wohl 1. Hälfte 19. Jahrhundert | D-1-62-000-5374  | weitere Bilder                                                                                         |
| Planegger Straße 21 (Standort)              | Wohnhaus                                                                                               | neubarock, bezeichnet 1902, von Georg Völkl | D-1-62-000-5375  | weitere Bilder                                                                                         |
| Planegger Straße 27 (Standort)              | Ehemaliges Bauernhaus                                                                                  | 19. Jahrhundert, stark verändert | D-1-62-000-5377  | weitere Bilder                                                                                         |
| Planegger Straße 28/32 (Standort)           | Mietshausblock                                                                                         | neubarock, 1906 von Paul Dietze | D-1-62-000-5378  | weitere Bilder                                                                                         |
| Planegger Straße 29/29b (Standort)          | Bauernhaus                                                                                             | wohl 1. Hälfte 19. Jahrhundert | D-1-62-000-5379  | weitere Bilder                                                                                         |
| Planegger Straße 31 (Standort)              | Gasthof Zur Goldenen Gans                                                                              | im Kern 19. Jahrhundert | D-1-62-000-5380  | weitere Bilder                                                                                         |
| Planegger Straße 33 (Standort)              | Ehemaliges Bauernhaus                                                                                  | 19. Jahrhundert, verändert | D-1-62-000-5382  | weitere Bilder                                                                                         |
| Planegger Straße 79 (Standort)              | Mietshaus in Ecklage                                                                                   | schlichte deutsche Renaissance, 1903 | D-1-62-000-5385  | Mietshaus in Ecklage                                                                                   |
| Planegger Straße 130 (Standort)             | Villa                                                                                                  | neuklassizistisch, 1920 von den Gebrüdern Ott | D-1-62-000-5383  | weitere Bilder                                                                                         |
| Planegger Straße 150 (Standort)             | Wasserwerk Pasing                                                                                      | Dreiflügelbau, 1919–1921 von Josef Lang; der rückliegende Hauptflügel zweigeschossig, die beiden eingeschossigen Seitenflügel die runde Brunnenanlage flankierend, mit Walmdächern und Putzdekor. | D-1-62-000-5384  | weitere Bilder                                                                                         |

### R
| Lage                                 | Objekt                   | Beschreibung | Akten-Nr.        | Bild           |
| ------------------------------------ | ------------------------ | --- | ---------------- | -------------- |
| Rembrandtstraße 1 (Standort)         | Hälfte einer Doppelvilla | (mit Nr. 3), Neurenaissance, mit Türmchen, 1902/03 von Conrad Klinger                                                                           | D-1-62-000-5736  | weitere Bilder |
| Rembrandtstraße 2 (Standort)         | Doppelhaushälfte         | (mit Nr. 4), 1904 von Patriezius Sewald | D-1-62-000-5737  | weitere Bilder |
| Rembrandtstraße 3 (Standort)         | Hälfte einer Doppelvilla | (mit Nr. 1), Neurenaissance, mit Türmchen, 1902/03 von Conrad Klinger                                                                           | D-1-62-000-5738  | weitere Bilder |
| Rembrandtstraße 4 (Standort)         | Doppelhaushälfte         | (mit Nr. 2), 1904 von Patriezius Sewald | D-1-62-000-5739  | weitere Bilder |
| Rembrandtstraße 6 (Standort)         | Villa                    | mit antikischem Wandbrunnen, 1901 von Georg Niggl                                                                                               | D-1-62-000-5740  | weitere Bilder |
| Rembrandtstraße 7 (Standort)         | Wohnhaus                 | barockisierend, 1912 von Bernhard Borst, 1921 von Feye Peins erweitert                                                                          | D-1-62-000-5741  | weitere Bilder |
| Rembrandtstraße 13 (Standort)        | Villa                    | historisierend, mit skulpturalem Schmuck, 1911 von Bernhard Borst                                                                               | D-1-62-000-5742  | weitere Bilder |
| Richard-Tauber-Straße 5/7 (Standort) | Doppelwohnhaus           | eingeschossiger Halbwalmdachbau mit Eingangsvorbauten, Putzgliederungen mit pilasterartigen Vorlagen im Reformstil, von Bernhard Borst, 1915/16 | D-1-62-000-10301 | Doppelwohnhaus |

### S
| Lage                        | Objekt                  | Beschreibung | Akten-Nr.        | Bild                    |
| --------------------------- | ----------------------- | --- | ---------------- | ----------------------- |
| Schererplatz 3 (Standort)   | Volksschule             | 1912 von Josef Lang; 1952 erweitert; Gruppe mit Pasinger Pfarrkirche und Pfarrhaus (vergleiche Bäckerstraße 19 und 21)                | D-1-62-000-6149  | weitere Bilder          |
| Schmiedwegerl 6 (Standort)  | Neurenaissance-Eckbau   | 1900 von Doederlein und Josef Sibitz erbaut                                                                                           | D-1-62-000-2939  | Neurenaissance-Eckbau   |
| Spiegelstraße 5 (Standort)  | Wohnhaus                | mit Neurokoko-Dekor, 1902 von Josef Sibitz                                                                                            | D-1-62-000-6608  | weitere Bilder          |
| Spiegelstraße 7 (Standort)  | Wohn- und Geschäftshaus | Dreigeschossiger Mansarddachbau mit zwei zwerchhausartigen Gauben, Lisenengliederung und Fensterrahmungen, von Josef Sibitz, um 1900. | D-1-62-000-11063 | Wohn- und Geschäftshaus |
| Spiegelstraße 11 (Standort) | Geschäftshaus           | historisierend, 1897 von Josef Gerstenecker; Block mit Gleichmannstraße 9                                                             | D-1-62-000-6609  | Geschäftshaus           |

### T
| Lage                              | Objekt        | Beschreibung         | Akten-Nr.       | Bild           |
| --------------------------------- | ------------- | -------------------- | --------------- | -------------- |
| Theodor-Storm-Straße 7 (Standort) | Vorstadtvilla | 1892 von Ludwig Lang | D-1-62-000-6853 | weitere Bilder |

### W
| Lage                             | Objekt                                    | Beschreibung | Akten-Nr.        | Bild           |
| -------------------------------- | ----------------------------------------- | --- | ---------------- | -------------- |
| Weinbergerstraße 29 (Standort)   | Ehemalige Oberrealschule, jetzt Gymnasium | Gruppenbau aus dreigeschossigem Lehrsaaltrakt und weit überstehender Turnhalle in Sichtziegelmauerwerk, 1961–1963 von Hubert Herlitze. | D-1-62-000-10245 | weitere Bilder |
| Wehnerstraße 7 (Standort)        | Villa                                     | mit Fachwerk, Holzbalkon, bez. 1897, von Louis Ende                                                                                    | D-1-62-000-7347  | weitere Bilder |
| Wehnerstraße 11 (Standort)       | Villa                                     | schlichte Neurenaissance, 1899 von Louis Ende                                                                                          | D-1-62-000-7348  | weitere Bilder |
| Wehnerstraße 16 (Standort)       | Villa                                     | mit Holz- und Fachwerk, um 1900 | D-1-62-000-7350  | weitere Bilder |
| Wehnerstraße 19 (Standort)       | Villa                                     | mit Erker und barockisierender Putzgliederung, 1898 von Louis Ende                                                                     | D-1-62-000-7351  | weitere Bilder |
| Wehnerstraße 20 (Standort)       | Villa                                     | mit Turm und Fachwerk, 1899 von Louis Ende                                                                                             | D-1-62-000-7352  | weitere Bilder |
| Wensauerplatz (Standort)         | Bismarckbrunnen                           | mit kleinem Reiterstandbild des Kanzlers, 1914 von Josef Flossmann                                                                     | D-1-62-000-7409  | weitere Bilder |
| Wensauerplatz 8 (Standort)       | Kleinvilla                                | Landhausstil, um 1895, aus dem Büro August Exter                                                                                       | D-1-62-000-7406  | Kleinvilla     |
| Wensauerplatz 9 (Standort)       | Wohn- und Geschäftshaus                   | Landhausstil, 1893 von August Exter | D-1-62-000-7407  | weitere Bilder |
| Wensauerplatz 15 (Standort)      | Malerische Villa                          | mit Neurokokodekor, 1897 | D-1-62-000-7408  | weitere Bilder |
| Wilhelm-Hey-Straße 14 (Standort) | Villa                                     | Neurenaissance, mit Eckturm, um 1900                                                                                                   | D-1-62-000-7562  | Villa          |

## Ehemalige Baudenkmäler
In diesem Abschnitt sind Objekte aufgeführt, die früher einmal in der Denkmalliste eingetragen waren, jetzt aber nicht mehr. Objekte, die in anderem Zusammenhang also z. B. als Teil eines Baudenkmals weiter eingetragen sind, sollen hier nicht aufgeführt werden. Aktennummern in diesem Abschnitt sind ehemalige, jetzt nicht mehr gültige Aktennummern.

| Lage                                 | Objekt                                                                          | Beschreibung | Akten-Nr. | Bild                                                                            |
| ------------------------------------ | ------------------------------------------------------------------------------- | --- | --------- | ------------------------------------------------------------------------------- |
| Agnes-Bernauer-Straße 185 (Standort) | Ehemaliges städtisches Altersheim München-West, jetzt Alfons-Hoffmann-Altenheim | großräumig und mehrflügelig angelegter, höhenmäßig gestaffelter Baukomplex, von der Straße platzartig zurückgesetzt und sich nach Süden einem großen Gartenareal öffnend, 1954–1957 von Felix Büttner und Hans Högg; gestaffelt angeordneter Haupttrakt, geräumige Eingangshalle mit geschwungener Empore; westlich Wirtschaftshof; nach Süden einen Innenhof umschließende Wohntrakte, mit großem Gemeinschaftssaal; mit Ausstattung; katholische Hauskapelle; mit Ausstattung; Garten, mit Freiplastiken. Kapelle wurde als Solitärbau in der öffentlichen Grünanlage erhalten. |           | Ehemaliges städtisches Altersheim München-West, jetzt Alfons-Hoffmann-Altenheim |
| Maria-Eich-Straße 53/55 (Standort)   | Wohnhaus                                                                        | 1935/36 errichtet; 1993 aus der Denkmalliste gestrichen, da es sich nicht um das Wohnhaus vom Otto Julius Bierbaum handelt |           | Wohnhaus                                                                        |
| Wehnerstraße 15 (Standort)           | Villa                                                                           | 2011 aus der Denkmalliste gestrichen, da weder außen noch innen anschaulich erhalten |           | Villa                                                                           |

## Abgegangene Baudenkmäler
In diesem Abschnitt sind Objekte aufgeführt, die früher einmal in der Denkmalliste eingetragen waren, jetzt aber nicht mehr existieren, z. B. weil sie abgebrochen wurden. Aktennummern in diesem Abschnitt sind ehemalige, jetzt nicht mehr gültige Aktennummern.

| Lage                          | Objekt                | Beschreibung                                                  | Akten-Nr.      | Bild |
| ----------------------------- | --------------------- | ------------------------------------------------------------- | -------------- | ---- |
| Bodenseestraße 6/8 (Standort) | Ehemaliges Bauernhaus | im Kern wohl 1. Hälfte 19. Jahrhundert (durch Neubau ersetzt) | D-1-62-000-850 | BW   |